# جيوب بين الكهفية
الجيوب بين الكهفية أو الجيوب بين التجويفين، (بالإنجليزية: Intercavernous sinuses)‏، تنقسم إلى جيوب كهفية أمامية وجيوب كهفية خلفية، تربط الجيوب الكهفية ببعضها البعض عبر الخط الأوسط.

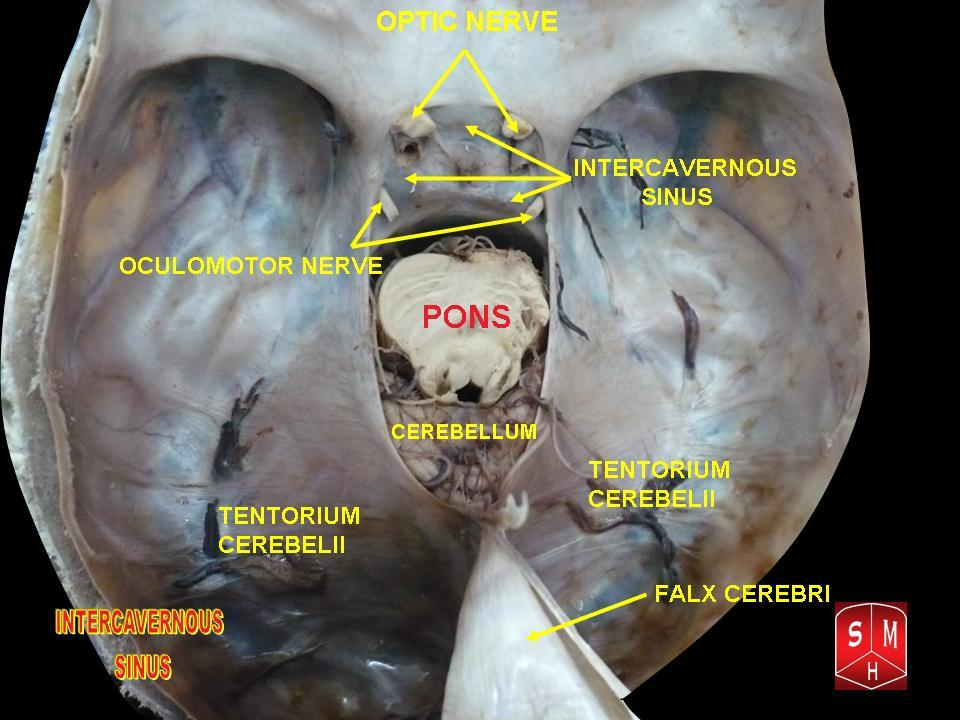
الجيوب الكهفية

يمر الجزء الأمامي أمام الغدة النخامية، والجزء الخلفي خلفها، ويكّون مع الجيوب الكهفية دائرة وريدية (الجيوب الدائرية) حول النخامية.
عادةً ما يكون الجزء الأمامي أكبر من الخلفي، ويغيب واحدًا منهما في بعض الأحيان.